# Clavipalpula pfennigschmidti
Clavipalpula pfennigschmidti är en fjärilsart som beskrevs av Hoene. 1917. Clavipalpula pfennigschmidti ingår i släktet Clavipalpula och familjen nattflyn. Inga underarter finns listade i Catalogue of Life.